# 生天目仁美
生天目 仁美（なばため ひとみ、1976年8月4日 - ）は、日本の声優、女優、歌手。新潟県佐渡市生まれ、神奈川県横浜市出身。賢プロダクション所属。スクールデュオ講師で特別講義を担当。既婚。

## 経歴

### 生い立ち
声優以外で少女時代に憧れていた職業は小学校の教師だったという。小さい頃から歌を歌うのも好きだったという。まだ言葉もはっきり話せなかった頃に、ピンクレディのマネをして、テレビを相手役に振り付けをしながら、1人で歌っていたようだった。子供の頃は、毎年夏になると祖母の家で過ごし、母がその時、歌を祖母に聴かせようとしていたようで、歌っている歌をカセットテープに録音し続けてくれたという。3歳から5歳ぐらいは歌う曲も決まっており、生天目は『キャンディキャンディ』を歌っていた。小学生の時から、学芸会などに出ることが好きだったり、放送委員などで発表したり、人前で何かをすることは楽しかったが、芝居をしようという気持ちはなかった。その時、放送部でお昼放送に民話の『吉四六さん』を読み、流したことがあり、このことを、芝居が好きになったのだと語る。学校で、手を挙げて率先して国語の教科書も読んだりしており、人前で何かをするのには抵抗がなく、好きだったんだと語る。
当初は芝居、演技などに興味はなかったが、母が観劇などが好きだったため、一緒に行っていた。初めて観ていた舞台はミュージカル『レ・ミゼラブル』であり、当時は内容がわからなかったが、感銘を受けて「舞台に立ってみたい」、「お芝居やりたいな」と思うようになった。
ある時までは幼稚園、小学校の教師になろうと考えていたため、大学に進学しようと考えていた。
担任の教師に「お前はやりたいことがあるのか?」と尋ねられ、「学校の先生になりたいけど、ちょっと演技にも興味がある」と話しており、教師が「親のすねはかじれる時にかじっとけ」と言ってもらい、その時に「親のすねをかじってもいいんだ」と思い直したという。そう言われた瞬間に「やりたいことをやろう」と思い、「私はミュージカルをやりたい」と資料請求したり、体験入学に行ったり、申込書を書いていた。その後は両親を説得し、両親は教師に「ミュージカルをやりたい」と言っていたことを知っていたため、突然の変化に驚いており、初めは両親は「えっ?」という感じだったが、「やりたい」という気持ちを話し続けて、両親も「じゃあ好きなことをやってみたら」という感じになってくれたという。
代々木アニメーション学院、専門学校東京コンセルヴァトアール尚美（現在の尚美ミュージックカレッジ専門学校）卒業。
ミュージカルの専門学校に体験入学した際に生まれて初めて発声の練習など体験したが、時期が遅かったせいもあり体験入学に来ていた人数はあまり多くなかったという。
専門学校時代はミュージカル科ということもあり、周囲の皆は小さい頃からピアノを習っていたり吹奏楽部に所属していたりと何かしらの音楽活動を経験していた人物がほとんどだった。全く音楽の経験がないまま入学した生天目はスタートの時点で劣等感を感じ、ついて行けないこともたくさんあったという。一番苦手だったものが楽典と呼ばれる音楽の歴史、楽譜の読み方などで、長調、短調などが分かりにくかったという。その他には入学当初は皆の前で歌うことも少し恥ずかしかったとも語っているが、ダンスはそれなりにこなすことができており、特別うまくはなかったが、置いていかれるほどではなかったと語る。同時に色々嫌になり、母に「学校を辞めたい」と漏らしたこともあり、その時に母が「行きたくないんだったら辞めたらいいんじゃない。明日退学する?」とあっさりと受け入れられてしまったため、誰にも芝居を強要されている訳でもなく、誰かに「辞めてください」と言われもおらず、「すべて自分次第で決まることなんだ」と思ったという。
専門学校時代より、さまざまなオーディションに参加。専門学校時代に職業としての声優を知ったという。ラジオ『SOMETHING DREAMS マルチメディアカウントダウン』内で、声優志望者によって結成された「ドリカンクラブ」の一員として、田村ゆかり・堀江由衣・浅川悠らと短期間活動していた。
2年間学ぶなかで、芝居のレッスンはほとんどなく、週に1回1時間だけの芝居のレッスンが一番好きだった。
2年終了後、芝居を勉強したくなったため、学校の教師達に「劇団に入りたいんです」と話をていたところ、「何を言ってるんだ」という感じだった。
専門学校で学んでよかったことは芝居をに出会えたことで、「もっとやりたい」と思わせてくれたことは大きいと語る。あとは、皆で一つのものを作るということを考えさせられ、同じ目的、同じ方向を向いている人物達が集まっていたが、色々な考えがあり、刺激になった。専門学校に行っていたところ、音楽を学んでいた人物、色々な地域から上京して学びに来ていた人物ばかりでその環境は新鮮だった。そういう出会いがあったおかげでクラシックも少し興味を持って聴くようになったり、友人が薦めてくれたミュージカルなどを観たりするようになった。

### キャリア

#### 女優として
卒業後は、映画『Shall we ダンス?』に出演していた柄本明の芝居に感銘を受け、「劇団はどこも厳しくて大変。それなら好きな役者さんのいるとこに行きたい」と思うようになり劇団東京乾電池の養成所を受験していた。両親もその頃は寛容で、実家にいたためまだ安心だったのかもしれないという。養成所の定員が40名で受験者が400名ぐらいいたと聞いており、合格するとは思っていなかったという。受験の内容は即興劇、エチュードで、試験の控室に行ったところ「待ち合わせ」、「突然の出来事」、「私の職業」、「私の故郷」、「自由課題」と5つの課題が書かれており、「この中で好きなのを選んで会場に入ったらやってください」との指示があった。審査員は誰がいるかも全く知らない状態で5人1組で会場に入ったところ、柄本が真ん前におり、「何だか怖い」と思った。生天目が選んだ課題は「突然の出来事」で、その時、演じていたのは「私が家に帰ってきたら弟がテレビを見ていて、私も一緒に見ようと弟の隣に座ると突然テレビが消えてしまう。驚く。そこで弟にテレビを消したと問い詰める。そして、私が席を立とうとするとテレビが勝手にまたつく。それの繰り返しで立ったり座ったりを繰り返す」というようなエチュードで、オチとしては「自分がリモコンのスイッチを踏んでいただけ」、ということを考えていたという。芝居は3分あるかないかの時間だったが、いっぱいいっぱいでとても長く感じていたという。養成所に入所後、仲間たちと、入所オーディションで何をしたか、のような話をしていた時に、仲間の1人は「私の職業」を選択して冷蔵庫を演じていたようだったという。養成所に一緒に入所した仲間の中では、生天目は一番年下で、一番年上の人物は自身より一回り上であった。その時は一番年上の人物とは、今までの環境からは、同期で一緒に芝居をするということは思いもしなかったことから新鮮な感じであったという。
最初のレッスンの際、柄本が来ていた時、皆で円になり柄本の話を聞いていたのだが、最初に「芝居をやる奴なんて、お前らみんな○○なんだよ」と言われ、凄くショックを受けていた。その後、「お前ら『がちょーん』って言ってみろ」と急に言われ、初めは皆シーンとしてしまったが、順番に円の中央に進み、それぞれが『がちょーん』をしていた。柄本は「違う」とだけしか言わず、生天目たちには何が違うのか分からず、その後、何人かがした後に、柄本が「違うんだよ。こうだよ」と言って、『がちょーん』をしてくれたが、全く違いが分からなかったという。
この養成所では「こうしろああしろ」と言われることもなく、「毎回毎回違う」と言われる稽古が続けられ、劇団東京乾電池に入り一番感じていたのは、「自分で考えることが大事なんだ」ということだったという。当時は曖昧な気持ちを持ち続けながら稽古をしてきたが、ある日稽古に顔を見せていた柄本に止められて、同じシーンを3度演じるように言われた際、演じる度に「今のは分かっていない」、「ほら、今のは分かってた」と言われ、「芝居に正解はないんだなぁ」、「きっと、私は、今まで答えを出すことばかりにとらわれていたのかもしれない」ということに気が付いたという。
1年間養成所に学んだ後の卒業公演で選ばれ、1998年に劇団東京乾電池に劇団員として入団し、女優として活動する。当初は全く分からず、落選してしまった人物のなかでとてもおもしろい人物もおり、「この違いは何なのだろう」と思ったという。ある時劇団員の先輩に、生天目のオーディション時のことを聞いたことがあったが、その先輩は、「この子受かるだろうな」と思ってくれていたようであったという。2009年時点で声優の世界におり、他の劇団出身の人物、劇団の人物と仕事をさせてくれる機会があるが、色々なことが曖昧な中でしてきたため、「決められた表現というのは難しいな」と思うこともある。たまに「劇団出身だからすごいんでしょ」と言われることもあるが、前述のとおり曖昧な中で生きてきただけのため、すごいことなんて何もないと感じていたという。初仕事は養成所のオーディションの手伝い。劇団で舞台をしていた頃に先が見えなくなり、アルバイトをして、チケットノルマを払い、ステージに立ち、舞台は客との距離は近く、臨場感あることがとても楽しかった。しかし一つの小屋の中で、芝居をし続けていくことに、「これでいいのかな」と思い始めてこれでは「自分は役者」と言えなかったと語る。稽古が辛く苦しく、毎日、吐いて、飯食べられないことから、点滴うってから稽古に行っていた。その時、「この舞台が終わったら、芝居辞めよう」と思っていたが、千秋楽を迎えて、客のアンケート見ていたところ「よかったです」、「応援してます」と沢山反響があり、辛かった事が「ひょいっロケット」と無くなっていたという。
劇団東京乾電池には養成期間も含めて4 - 5年在籍した。その間に「お芝居では食べていけない」という現実があって両親からも「そろそろちゃんと就職したら」という話もあった。劇団という環境に甘えているところもあり、「このままじゃいけない」と思い始める。

#### 声優として
ある時、劇団仲間と話をしてある番組出演していた舞台役者の批判を聞いて「あ、やめよう」と決める。色々な事に興味があり、「色んな事に挑戦できる世界はないかな…?」、「自分の世界を広げたい」、「じゃあ、私がお芝居で生活する方法は」と考えていたところ声優業界に辿り着いていたという。劇団が持つ特有の閉鎖性のようなものに少し抵抗があったかもしれないといい、劇団の中でも劣等生という意識がとても強かった。稽古中に演出をしている人物が注意したり、怒ったりというタイミングがあり、積み重なってきたものが爆発する瞬間、大体その瞬間に居合わせしまうことが多かった。怒られている時、周囲の皆が安心して行く空気がとても怖かったという。そんな中で何年も続けてこられたのは劇団の柄本、ベンガルの芝居を間近で見られるというのはとても大きな財産で、そういう部分が、劇団にいる意味だったような気がしていた。劇団員たちは皆柄本のような芝居を目指していたが、最初からそこへ行こうとしてもできるはずがなく、生天目は柄本の昔の芝居のビデオなども拝見していた。その時に「私たちもそこにたどり着くためにはがむしゃらになってもがいてあがいてからでないとそこにはたどり着けないのでは」と、より強く感じていた。芝居の奥深さ、人間そのものの深さ、魅力のようなものを劇団では学び、そういう部分では魅力だったが、「やはりこのままでいいのか」という思いが拭い去れなく、動いたという。小さい頃からアニメなどは見ておらず、「声優の仕事をやろうかな」と思い、調べるまで無知だったが、専門学校在学中に声優好きだった友人が声優の凄さを話してくれたことを思い出した。退団後、「舞台をやっている人が多そうだった」ということから賢プロダクション直属の声優養成所であるスクールデュオに4期生として入所する。
劇団のカラーがあったかもしれないが、劇団に在籍中だった時は、滑舌などは取り上げて訓練するということなかったことから、当初は滑舌などのレッスンにはとても抵抗があったという。賢プロの養成所の一般枠で入所すると専門学校などから入所する道を知っているところが馴染めず、初めは少し浮いた状態であったといい、「来るとこ間違ったかな」と思っていたという。レッスン初日の始めの授業が発声と滑舌で、ミュージカルの専門学校時代、少し歌の発声はしていたが、滑舌は初めてであった。その時に3時間のレッスン時間の中で1時間使われるくらい、集中的に直されていた。ダメ出しに使われる時間が多く、うまくできなかったことからここでも劣等感を感じたと語っている。後で聞いていたところ、周囲の人物たちも「できない人だ」と思われていたようだったという。
芝居はとても楽しく、自分自身が楽しんで演じた芝居を講師から「おもしろい」と褒められ、周囲の皆も「アレ?」と思い直してくれたようであったという。一時期、発声、滑舌のことなどで迷っていたが、途中で「そういうことにとらわれ過ぎているのは違う」、「どうやったらいいかと自分で考えることの方が遥かに大事なことだ」と思い直していた。その後、「私は賢プロの養成所に何かを習いに来たわけではないな」、「声優になるためにここに来たんだ」、「ここでの時間は何かを習いにくるのではなく、何かを見せに来る時間だ」と思った。劇団に在籍していた経験がプラスに働いていたと語り、教わることを受け付けない意識になっていたのかもしれないという。
養成所時代のドラマCDを作る授業で、オーディションのような形で、主役の女の子役をくれたが、授業中に「どうしよう!?わからない!」とはじめはふれ腐れてしまった。舞台の時は等身大の自分なため、全身を使えたわけであり、年齢の近い役しか演じたことがなかった。声の仕事では体は見えないため、声にのみ集約しなければならず、その作業が最初慣れなかった。その時、「今出している声は、本当に私の声なのか」と思い、どこかで違和感があった。だんだんとしていくうちに慣れてきて、逆に表現の幅が広がり、「楽しい」と思うようになった。一方、養成所の1年間は、声優としての芝居とのつきあい方の勉強で「声が変わるってどういうことだろう?」から始まった。劇団時代のアンケートに「声がかわいい」と書かれたことがあり、どういう時に声が変わるのかを考えていたところ、電話、自分をよく見せたい相手と話す時は、「かわいくなってる…」などそういうことをどんどん見つけていった感じだという。
養成所の在校中に少しだけ仕事をもらい、マネージャーがレッスンを見学していた際に「おもしろい」と思ってくれたようで、色々なオーディションを受けさせてくれた。初めての仕事はゲームの仕事だったが、収録後にそのゲーム制作が途中でなくなってしまったため、生天目曰く幻の仕事である。その幻の仕事で初めての収録に挑むこととなったが、1人での収録であったため、声優としての初めての仕事はそれほど緊張はしなかったという。
2003年、養成期間中に、ゲーム『サムライスピリッツ零』のキャラクター“リムルル”役と、テレビアニメ『真月譚 月姫』のヒロイン“アルクェイド”役と、テレビアニメ『まぶらほ』のヒロイン“宮間夕菜”役に抜擢されて以降、声優としてブレイクしていった。『真月譚 月姫』のアルクェイド役と『まぶらほ』の宮間夕菜役に抜擢されたのは最初、あるオーディションに落ちたが、音響監督が別の作品のオーディションの時、マネージャーに「あの子はおもしろいお芝居をしてたから呼んで」と言ってくれた。受ける予定のなかった、オーディションを受けられ、今度はプロデューサーが、他のオーディションに呼んでくれたからである。
声優の名前もわからないで声優の世界に入ってしまったため、始めは声優名鑑などを見て、勉強していた。両親は生天目が声優として活動している生天目の姿を見ていくうちに変わってきたという。
同じ事務所所属の伊藤静との声優ユニット「生天目仁美と伊藤静（ひとしずく）」としても活動した。

### 現在まで
2011年、演劇ユニット「なば缶」を立ち上げ、2014年までに3公演をプロデュースし、自らも出演した。現在は休止中。
2014年8月4日、38歳の誕生日にブログにて入籍を報告した。

## 人物
趣味はドライブ。特技はソフトボール、バレーボール。資格はファイナンシャル・プランナー3級。
radikoでラジオを聴くことにハマっている。聴く番組に偏りはあるが、深夜ラジオが好きである。特に好きな番組に『佐久間宣行のオールナイトニッポン0(ZERO)』、『オードリーのオールナイトニッポン』、『空気階段の踊り場』を挙げている。
尊敬する人物に藤山直美、麻生美代子、市原悦子、柄本明、ベンガル、松尾スズキ、両親を挙げている。その中でも藤山にはとても影響を受けていた。劇団時代、藤山に付いて3ヶ月くらい稽古から本番まで毎日同じ芝居を見続けていた。その時に毎日笑ってしまい、毎日泣いてしまい、台詞は同じだが、舞台の空気は毎回新鮮で「それはとてもすごいことなんだ」と思った。それを身を持って感じられたことは「ものすごい財産です」と語る。

### 特色
声優としては、数多くのアニメ、海外映画の吹き替えを担当している。
美少女、姉御、令嬢などの役幅が広く、多数のヒロインを演じる。
劇団時代は、どんな状況でも台詞が出てくるようにすると人物の会話がちゃんと聞けて、動きも考えられることからひたすら台詞を覚えていた。そうしていたところ自分は何をしたいのか少しは見えたような気がしていたという。
初めは声の仕事で男の子を演じる際にかなり戸惑い、自分の中に男の子という引き出しがなかったため、自分がいくら声を低くしても男の子にならない感じがして、どうしたら良いのか迷っていた。色々な人のアニメを参考にするなどして、少しずつ理解していったという。
転機になったと思う作品はヒロイン役を演じた『真月譚 月姫』であるとし、以降は『灼眼のシャナ』のマージョリー・ドー役などのお姉さん役が増えたり、その次にはちょっとおかしなキャラクターが増えたりなど、切り替わる役がその都度あると感じていたという。お姉さん役が少し定着した頃、『無敵看板娘』の鬼丸美輝役のような勢いで演じるようなキャラクターが増えたり、いいタイミングで自分の引き出しを開けてくれる作品に出演できたと思ったという。
声優デビューしたのは年齢的には20代半ばと遅めであった。その時は「早く自分の何かを見つけないと」と焦りもあったが、それぞれの役にちゃんと向き合っていれば、転換期に必ず自分に新しいものを与えてくれるキャラクターと巡りあえる気がするという。
デビューする1年前から毎年の念頭に、自分がどうなりたいかを全部ノートに「ヒロインでデビューしたい」「レギュラーを10本持つ」「ひとり暮らしができくらい稼ぐ」など事細かに書き出していた。劇団退団時に、「声優になりたい」などボンヤリしたものだけで明確な目標が見えてないと、向かい方が分からず、1年後に見返して、達成できていたら○を付けて、達成できなかったら、なぜダメだったかを考えていた。そうすることで、生天目に何が足りないのかも明確に分かることから2015年時点でも続けているという。
芝居をする上で大事にしているのは、キャラクター同士の実際の距離感と心の距離感を感じる事だという。

### エピソード
好きな言葉は「冬は必ず春となる」。家族構成は両親と弟の4人。
読売ジャイアンツのファンである。中学生時代はソフトボール部に所属し、ポジションはサード、センター、キャッチャー以外は経験し、最終的にはファーストであった。高校進学前の春休みにバレーボールの漫画を読み、影響されて高校生時代はバレーボール部に所属していた。その時はポジションはセンターで毎日泣かされて辛かったが、この時の厳しさが芝居をしようと思った時の根性につながったのかなと語る。入部後は練習がきつく、多くの部員が退部していったが、何とか続けることができ、このことをソフトボール、バレーボールからは、「何かをやりきるということを養ったんじゃないか」と語る。生天目の母親は、時々まんまるまる姫というペンネームを使って自分の娘の番組に娘への苦情を投稿したり、娘の番組に乱入しては良く喋り良くボケる所から、今ではファンからも「まる姫」と呼ばれている。
劇団の頃から、日常生活をどれだけ感じられるかが一番重要なことだと語り、人物を見たり、友人と話をしていてもその中でわいてきた感情を改めて確認したり感情の発見ができる。劇団に在籍中だった頃、当時付き合っていた彼と喧嘩して、悲しむ前に、「ああこういう気持ちなんだ」と思ってしまったこともあったという。あとは、芝居のことを考える時間を1日に10分でも20分でも確保することで、トレーニングは、普通に腹筋背筋ぐらいはしていたという。
友人のつてで最初は事務職のアルバイトをしていたが、芝居をしてることを予め伝えておいたところ、会社の社員達もとても応援してくれたという。オーディション、仕事の時は「早引きや休んでいいよ」と言ってくれたり、理解してくれたりしており、「私は本当に恵まれてるなぁ」と思ったという。
伊藤静との付き合いは賢プロの養成所の行ってた頃からで仕事が一緒になり、初対面だが、2人でランチしていた。伊藤から「静って呼んで」と言われたが、生天目はなかなか呼べず、「し、しずか・・・・・・・・・・さんぼー」と始めの頃は照れていたという。
『真月譚 月姫』のオーディションの時、スタジオに行ったところ沢山の声優がおり、「私なんでここにいるんだろう？間違ってない？」とビクビクしていた。スタジオに入った時の監督を始めとしたスタッフの視線が怖く、手が震え、足が浮いている気がしていた。『真月譚 月姫』のオーディションはスタッフを見てセリフを読むようになっており、「なら見てやろうじゃないの！！これは舞台だと思うのだ！！」と思いっきり客席見て喋った気がしていた。アルクェイド役の感情がわからなく色々手探りで探している所と声優業界に来て、わからない事だらけで懸命にもがいている所がリンクして、「この役を頂けて良かった、アルクと悩みながらも進むことが出来て良かった」と思ったという。2003年のTBSアニメフェスタ初日にて『真月譚 月姫』の担当声優の発表が行われた時には、同作のヒロイン・アルクェイド役に当時無名だった生天目の起用に驚きの声が上がるも、イベント二日目には早くもファンコールが起こる。『真月譚 月姫』は芝居のトーン、話の流れが自分の感覚的に自然で演じやすかったという。『真月譚 月姫』の最終話、アルクェイドが泣く予定はなかったが、芝居の中でどうしても泣きそうになることから、絵に涙を描いてくれたという。
同時期に開始されたTVアニメ『まぶらほ』のヒロイン・宮間夕菜役にも抜擢され、遅咲きながら大ブレイクへの道を突き進む事となった。オーディションの時、マネージャーに「これ、私受けていいんですか？めっちゃ可愛いじゃないですか？！」と聞き合格した時は驚き嬉しかったという。その一方、声優、芝居を辞めたいと思った時期は何度もあった。『まぶらほ』に出演した時は、ほとんどアフレコ経験がない状態で現場に行き、1話目の時は台本と画面を両方を見ていたところ、どこをしているのか分からくなるくらい動揺して演技どころではなかった。OKはくれたものの、自分の中では「最低の芝居だった」と、凄く悔しく、迷惑もかけたことから、終わった後にスタッフの部屋に「すいませんでした」と謝りに行っていたところ、ミキサーに低い声で「次はもうちょっとがんばってよね」、「来週はもっとしっかりやってよね」と言われた。その言葉にがっくりして、電車の中で泣きながら帰り、「このままどこかに逃げようか」、「もう来週は行きたくないよ〜」、「逃げたい!でも、負けたくない」、「逃亡しようか」と思った。2度目は1週間後だったため、その収録のために家で台本を読み込み、「今、私ができることはこれしかないから、とりあえず今やれることをやろう」とそんな気持ちで臨んでいた。「前に進むしかない」、「せっかくここまできて逃げちゃダメだ」と少しずつ現場に慣れて、分からないことは全部先輩に聞くようにしていた。数年後、そのスタッフに会った時、「いい役者になったな」と褒めてくれて、「あの日の悔しさが今の自分に繋がっているんだ、頑張る事は無駄じゃないんだ」と実感出来て、嬉しかったという。
自分の中ではゆっくり歩いて色々なものを見て経験して進んで行こうと思っていた。しかしデビュー時に『真月譚 月姫』『まぶらほ』のヒロインを2演じることになり、感じていた感覚は、ある日いきなり車に乗せられて、スピードを上げて走っていた感じであった。見える景色がどんどん変わり、自分の中で今までに味わったことのない感覚であった。スタッフの皆は、ある意味役者として持ち上げてくれたりしておりそういうのを味わった時にとても不安で怖くなってしまった。
デビュー当時は無理やり引っ張られて、がむしゃらにしていたが、技術がなく何がなんだかわけが分からず、「もしかして私はこのまま流されて、何をやってるのか分からなくなってしまうのではないか……」、「自分がいい気になってしまうのではないか」と毎日が不安であった。今まで劣等生であったが、いきなり持ち上げられた様な感覚に恐怖を感じたが、そのスピードに一生懸命ついて行こうと「どんどんぶつかって良いほうに転べば…」ぐらいの気持ちで必死に頑張っていたという。
仕事が忙しくなり、その分、一つひとつの仕事に自分が全力を注げているかも気になり、手を抜かずに100%出しているつもりだが、「自分がそう思い込んでいるだけなのではないか」と迷ったりもしていた。「仕事がいっぱいあって疲れています」というのは理由にならず、そういうことを考えると不安で不安でたまらなかった。初めの1年2年はそんな感じで、特にアニメの仕事は放映されるまでに時間が少しあるため、余計にそう思ったのかもしれないという。
こんな風にわき目も振らずに走り続けていた中、ある時、ファンから手紙をくれて、「自分が頑張ってきた結果がこういう形で出てくるんだ」とものすごく嬉しかった。お金とは別に自分が頑張った姿が人に認められたというのは、別の次元でとてもとても嬉しいものであり、何度も挫けそうになったため、皆からの応援がとても励みになったという。
その後は技術が身につき、やろうと思えば口先だけで芝居ができることから、それが怖く、未熟だからこそ精一杯であった頃の気持ちを忘れず、「そのつどの精一杯を出さなきゃ」と常に考えているという。
2009年時点の生天目でいられるのは、周囲の力が大きいと語り、2009年時点の養成所時代の友人の手紙で「養成所の時になばちゃんがいたから頑張れたんだよ」と書いてくれて、嬉しかったという。同じものを目指していた友人の中に、2009年時点の生天目を素直に認めてくれる人物がいることが、「とてもとても幸せだ」と思った。同期の中で少し早めに仕事を始めたため、もし天狗になっていたらそんな友人は現れなかったと語り、そういう自分でいられたことも嬉しかったりしていた。昔の友人に会い「いつ会ってもなばは、なばのままだよね」と言われるということは、「とても大事なことなんじゃないかな」と思ったという。
2010年時点でも本番前、オーディションでは緊張しているが、「緊張するのは当たり前だ」、「緊張してても力が出し切れる位に自分を持っていければいいのかな」と思っているという。
『スクールランブル 二学期』DVD第4巻の映像特典「清水香里のスクラン☆オフ会」の出演時、将来の夢を「長野で駄菓子屋をやりたい」と表明。さらに、その駄菓子屋に自分の孫たちが多数来店することを楽しみにしていて、その前提として出産（しかも多数）の願望が、さらにその前提としてまず結婚の願望があると語った。
『ハヤテのごとく!』第41話 - 42話では「桂姉妹の執事通信」の題字・イラスト（第41話のみ）も担当している。『神曲奏界ポリフォニカ クリムゾンS』第二奏のエンディングスタッフロールに「生田目仁美」と誤記されている。
2013年1月に『ドキドキ!プリキュア』で主人公「相田マナ（キュアハート）」を演じることが発表された。前年体調不良を繰り返していた生天目はそれでも芝居がしたいと思い、プリキュアのオーディションを受けたいとマネージャーに伝える。マネージャーからは「お前には無理だよ。年齢的にも、キャラクター的にも」と反対されるもなお引き下がらず、「受かる受からないじゃなくて、チャンスを下さい。無理だなんて言わないで、少しでも可能性がそこにあるなら、やってみたいんです。」と言い返し、これを聞いたマネージャーは、プリキュアのために1年間のスケジュールを空けた。今回の発表を受け、生天目と親交のある過去にプリキュアを演じた小清水亜美、折笠富美子、福圓美里から祝福のコメントが寄せられたという。なお、生天目自身のプリキュアシリーズへの出演自体は、2004年の『ふたりはプリキュア』に中川弓子役で出演して以来である。
テレビ朝日系列のバラエティ番組『くりぃむクイズ ミラクル9』の出演の話が来た際、本人は事務所に対し出演に難色を示したが、マネージャーの説得もあって出演することになり、出演した際は「緊張はしたけど、他の出演者の方々がとても優しくて助けていただきました。本当に感謝です。」と自身のブログで綴っている。

## 出演
太字はメインキャラクター。

### テレビアニメ
時期不明
- それいけ!アンパンマン（ネコ美〈8代目〉）

2003年
- おねがい☆ツインズ（女生徒、女子生徒）
- 君が望む永遠（女生徒B）
- 真月譚 月姫（アルクェイド・ブリュンスタッド）
- まぶらほ（2003年 - 2004年、宮間夕菜）
- 犬夜叉（町娘）

2004年
- うた∽かた（橘泉水）
- 宇宙交響詩メーテル 銀河鉄道999外伝（メイ）
- エルフェンリート（白河、少年時代のコウタ）
- GANTZ（岸本恵）
- サムライチャンプルー（町娘）
- スクールランブル（2004年 - 2006年、周防美琴） - 2シリーズ
- 砂ぼうず（鞠子）
- せんせいのお時間 DOKI DOKI SCHOOL HOURS（女子生徒、外人女性）
- ゾイドフューザーズ（ベティー）
- tactics（志乃）
- とっとこハム太郎（イルカさん）
- ニニンがシノブ伝（くの一、女子生徒）
- 光と水のダフネ（メイ、女生徒A）
- ふたりはプリキュア（中川弓子）
- BLEACH（2004年 - 2006年、越智美諭、国枝鈴、伊勢七緒、狩矢神〈少年時代〉）
- マリア様がみてる（2004年 - 2009年、鳥居江利子、有馬菜々） - 3シリーズ
- 妄想代理人（アナウンサー）
- ロックマンエグゼStream（2004年 - 2005年、ルート、リポーター）
- わがまま☆フェアリー ミルモでポン! わんだほう（カメリ）

2005年
- UG☆アルティメットガール（鳳ヴィヴィアン）
- 撲殺天使ドクロちゃん（沼田春奈）
- 苺ましまろ（伊藤伸恵、女教師）
- Canvas2 〜虹色のスケッチ〜（桔梗霧）
- ガラスの仮面（オフェーリア、小宮部長）
- 極上生徒会（神宮司奏）
- 灼眼のシャナ（2005年 - 2012年、『弔詞の詠み手』マージョリー・ドー） - 3シリーズ
- スターシップ・オペレーターズ（ディータ・ミルコフ）
- ToHeart2（十波由真）
- トリニティ・ブラッド（ケイト・スコット）
- ハチミツとクローバー（蝶子）
- ぱにぽにだっしゅ!（南条操、Qちゃん）

2006年
- かりん（子供、女子学生、女）
- コヨーテ ラグタイムショー（エイプリル）
- ザ・サード 〜蒼い瞳の少女〜（ローナ・ファウナ）
- 地獄少女（小川（柴田）あゆみ）
- 女子高生 GIRLS-HIGH（高橋絵里子）
- Strawberry Panic（花園静馬）
- 祝!（ハピ☆ラキ）ビックリマン（上御殿）
- びんちょうタン（教師、作法の先生）
- 武装錬金（早坂桜花）
- 無敵看板娘（鬼丸美輝）
- 夜明け前より瑠璃色な-Crescent Love-（フィーナ・ファム・アーシュライト）
- RAY THE ANIMATION（佐藤利江）
- 錬金3級 まじかる?ぽか〜ん（りる）

2007年
- 一騎当千 シリーズ（2007年 - 2010年、関羽雲長） - 3シリーズ
- おおきく振りかぶって（篠岡の先輩）
- ケンコー全裸系水泳部 ウミショー（織塚桃子）
- 鋼鉄三国志（孫権仲謀）
- スカイガールズ（安岐夕子）
- ながされて藍蘭島（梅梅、まーくん）
- のだめカンタービレ（多賀谷彩子）
- ムシウタ（立花利菜）
- ハヤテのごとく!（2007年 - 2013年、桂雪路、魔女） - 4シリーズ
- PRISM ARK（神楽、コメート、メト）
- BLUE DROP 〜天使達の戯曲〜（ノヴァール・オペ1、生徒1）
- 護くんに女神の祝福を!（銀のマリア、マリィ）
- ロケットガール（マツリ）

2008年
- カオス;ヘッド -CHAOS;HEAD-（蒼井セナ）
- 狂乱家族日記（姫宮百万子 / 不解宮ミリオン）
- ゲゲゲの鬼太郎（第5作）（みのり）
- スケアクロウマン（授賞式準備委員B）
- S・A〜スペシャル・エー〜（東堂明、滝島家メイドB）
- スレイヤーズREVOLUTION（少女A、女性客A）
- セキレイ（2008年 - 2010年、鈿女 / 比礼の鶺鴒） - 2シリーズ
- チョロQデッキシステム Qファイターズ!（ロッキー・ロマン）
- 隠の王（藤堂カタリナ）
- 乃木坂春香の秘密（2008年 - 2009年、綾瀬ルコ、綾瀬裕人〈幼少時〉、姫宮みらん） - 2シリーズ
- BLASSREITER（サーシャ）
- BLUE DRAGON 天界の七竜（ノイ）
- ポケットモンスター ダイヤモンド&パール（パリス）
- まかでみ・WAっしょい!（ミヤビ）
- Mnemosyne-ムネモシュネの娘たち-（神山瑠音）
- 薬師寺涼子の怪奇事件簿（薬師寺涼子、もなみ）

2009年
- 明日のよいち!（鷹司アンジェラ）
- うみものがたり 〜あなたがいてくれたコト〜（タコ美女兵士）
- クイーンズブレイド シリーズ（シズカ） - 2シリーズ
- クレヨンしんちゃん（2009年 - 2025年、リンちゃん、園児、黒輪あん、振宇津つつ実、OSYRIの声〈2代目〉）
- 神曲奏界ポリフォニカ クリムゾンS（エレインドゥース）
- スキップ・ビート!（百瀬逸美）
- 絶対可憐チルドレン（セラ、マサラ）
- DARKER THAN BLACK -流星の双子-（理花子）
- テガミバチ（ネリ）
- とある科学の超電磁砲（2009年 - 2020年、寮監） - 3シリーズ
- 夏のあらし!（マスター / さやか） - 2シリーズ
- メタルファイト ベイブレード（オサム）
- ヤッターマン（テツト）
- よくわかる現代魔法（姉原美鎖）

2010年
- オオカミさんと七人の仲間たち（村野雪女）
- 俺の妹がこんなに可愛いわけがない（2010年 - 2013年、沙織・バジーナ） - 3シリーズ
- 学園黙示録 HIGHSCHOOL OF THE DEAD（女）
- 侵略!イカ娘（2010年 - 2011年、シンディー） - 2シリーズ
- 心霊探偵 八雲（新井真央）
- ドラえもん（テレビ朝日版第2期）（女の子B）
- パンティ&ストッキングwithガーターベルト（ワイフ・ペッター）
- FORTUNE ARTERIAL 赤い約束（悠木かなで）
- 迷い猫オーバーラン!（ホノカの母）

2011年
- アスタロッテのおもちゃ!（ユーディット・スノーレヴィク）
- カードファイト!! ヴァンガード（2011年 - 2020年、鳴海アサカ、ミニゴールデン） - 11シリーズ
- 神様のメモ帳（ミンさん）
- 30歳の保健体育（和田さん、ミスブルガリア）
- たまごっち!（ツララ女王）
- 夏目友人帳 参（田沼に憑いた妖怪）
- ひめチェン!おとぎちっくアイドル リルぷりっ（オトヒメ）
- Persona4 the ANIMATION（柏木典子）

2012年
- あっちこっち（マヨイ〈片瀬真宵〉）
- アドリブアニメ研究所（おとき）
- 織田信奈の野望（柴田勝家）
- ガールズ&パンツァー（逸見エリカ）
- 黒魔女さんが通る!!（麻倉良太郎）
- これはゾンビですか? オブ・ザ・デッド（クリス）
- 戦国コレクション（山口）
- 探偵オペラ ミルキィホームズ 第2幕（ヒガサ）
- トータル・イクリプス（クリスカ・ビャーチェノワ）
- ハイスクールD×D（2012年 - 2018年、天野夕麻〈レイナーレ〉） - 3シリーズ
- ひだまりスケッチ×ハニカム（安藤さん）
- べるぜバブ（鳥居）

2013年
- 団地ともお（菊川みつお、吉本の母）
- ドキドキ!プリキュア（2013年 - 2014年、相田マナ / キュアハート）
- ポケットモンスター XY（2013年 - 2016年、サキ、シトロンのハリマロン、ミルフィのペロリーム、アランのマニューラ 他） - 2シリーズ + 特別編
- みにヴぁん（2013年 - 2016年、鳴海アサカ、カードの声〈女〉、ういんがる） - 2シリーズ
- 名探偵コナン（2013年 - 2022年、板倉美加、関根康美、福原由佳、宮下海果、恩田たまき）
- WHITE ALBUM2（冬馬かずさ）
- ワルキューレロマンツェ（龍造寺茜）

2014年
- アカメが斬る!（ニャウ）
- ガンダムビルドファイターズトライ（2014年 - 2016年、ホシノ・マリカ） - 2シリーズ
- ニセコイ（2014年 - 2015年、日原教子） - 2シリーズ
- にゃ〜めん（にぼしにゃ〜めん）
- ハピネスチャージプリキュア!（キュアハート）※プリキュア10周年記念コメント
- Fate/kaleid liner プリズマ☆イリヤ シリーズ（2014年 - 2016年、バゼット・フラガ・マクレミッツ） - 3シリーズ
- ブラック・ブレット（椎名かずみ）
- RAIL WARS!（門田さくら）
- 六畳間の侵略者!?（放送委員）

2015年
- アイカツ!（凛の先輩）
- アルドノア・ゼロ（ラフィア） - 2025年に総集編『アルドノア・ゼロ（Re+）』劇場上映
- えとたま（シャアたん、星の子）
- 境界のRINNE（2015年 - 2017年、六文） - 3シリーズ
- 金田一少年の事件簿Rスペシャル「明智警部の事件簿」（杉田円）
- 食戟のソーマ（大御堂ふみ緒〈若い頃〉）
- それが声優!（汐留ひかり）

2016年
- この素晴らしい世界に祝福を!（2016年 - 2024年、セナ、ちょむすけ、強面の男の相方） - 3シリーズ
- 蒼の彼方のフォーリズム（有坂牡丹）
- 大家さんは思春期!（白井麗子）
- 機動戦士ガンダム 鉄血のオルフェンズ（2016年 - 2017年、ヤマジン・トーカ）
- 坂本ですが?（八木さん、家庭科教師）
- タブー・タトゥー（カル・シェーカル）
- DAYS（風間暁子)
- ハルチカ 〜ハルタとチカは青春する〜（上条南風）
- Lostorage incited WIXOSS（ゆきめ）

2017年
- CHAOS;CHILD（蒼井セナ）
- Spiritpact（端木寺蕓）
- 冴えない彼女の育てかた♭（紅坂朱音）
- ソード・オラトリア ダンジョンに出会いを求めるのは間違っているだろうか外伝（椿・コルブランド）
- エロマンガ先生（沙織・バジーナ）
- メイドインアビス（ラフィー）
- 宝石の国（スフェン）
- つうかあ（和田はつね）
- Dies irae（2017年 - 2018年、氷室玲愛、イザーク） - 2シリーズ

2018年
- 刻刻（佑河早苗）
- 伊藤潤二『コレクション』（曽我）
- ハクメイとミコチ（アユネ）
- ひそねとまそたん（昭島英子）
- Free!-Dive to the Future-（栗宮茜）
- 少女☆歌劇 レヴュースタァライト（中学の先生）
- RELEASE THE SPYCE（源すず）
- 殺戮の天使（カウンセラー）

2019年
- サークレット・プリンセス（黒田怜奈）
- ソードアート・オンライン アリシゼーション（2019年 - 2020年、ファナティオ・シンセシス・ツー） - 3シリーズ
- なんでここに先生が!?（佐藤咲）
- フルーツバスケット（2019年 - 2021年、白木繭子） - 3シリーズ
- ヴィンランド・サガ（2019年 - 2023年、ユルヴァ） - 2シリーズ
- 魔王様、リトライ!（ミカン）
- キラキラハッピー★ ひらけ!ここたま（シンフォニー）
- 彼方のアストラ（ポリーナ・リヴィンスカヤ）
- 異世界チート魔術師（影の女 / シェイド）
- ありふれた職業で世界最強（カトレア）
- 本好きの下剋上 司書になるためには手段を選んでいられません（2019年 - 2020年、ラルフ） - 2シリーズ

2020年
- 異世界かるてっと2（ちょむすけ）
- ぼくのとなりに暗黒破壊神がいます。（芹の母）
- どるふろ -狂乱篇-（エージェント）
- GO!GO!アトム
- 神之塔 -Tower of God-（セレナ・リネン）
- プリンセスコネクト!Re:Dive（2020年 - 2022年、シズル） - 2シリーズ
- ド級編隊エグゼロス（ニョタイカ蟲）
- シャドウバース（2020年 - 2024年、竜ケ崎アサギ、謎の少女） - 2シリーズ
- 半妖の夜叉姫（三つ目上臈）
- BORUTO-ボルト- NARUTO NEXT GENERATIONS（ヴィクタの秘書）
- ダンジョンに出会いを求めるのは間違っているだろうか シリーズ（2020年 - 2024年、椿・コルブランド） - 3シリーズ
- キングスレイド 意志を継ぐものたち（2020年 - 2021年、アルレッテ）

2021年
- すばらしきこのせかい The Animation（コニシ / 虚西充妃）
- Fairy蘭丸〜あなたの心お助けします〜（扇）
- デュエル・マスターズ キング!（アシガクサイ）
- 見える子ちゃん（四谷透子）
- 古見さんは、コミュ症です。（2021年 - 2022年、担任） - 2シリーズ
- 闘神機ジーズフレーム（ミカツキ・ウィリアムズ）
- 魔王イブロギアに身を捧げよ（ティシア、町人B）
- 白い砂のアクアトープ（具殿岬）

2022年
- 東京24区（黒葛川早紀子）
- ドールズフロントライン（エージェント）
- ジョジョの奇妙な冒険 ストーンオーシャン（徐倫の母）
- ポケットモンスター（シトロンのハリマロン）
- デート・ア・ライブ シリーズ（2022年 - 2024年、本条二亜） - 2シリーズ
- 真・一騎当千（関羽雲長）
- もっと!まじめにふまじめ かいけつゾロリ（ヨーコ）
- アキバ冥途戦争（平伊達乃）
- BLEACH 千年血戦篇（2022年 - 2024年、伊勢七緒） - 3シリーズ
- デジモンゴーストゲーム（バステモン）

2023年
- この素晴らしい世界に爆焔を!（ちょむすけ〈しっこくの魔獣 / クロ〉）
- ひろがるスカイ!プリキュア（キュアハート）
- おかしな転生（アニエス＝ミル＝モルテールン）
- 政宗くんのリベンジR（愛姫の母親）
- 英雄教室（セイレーン）
- アンデッドガール・マーダーファルス（アルマ）
- 冒険者になりたいと都に出て行った娘がSランクになってた（マリア）

2024年
- 結婚指輪物語（ペリドート）
- 火狩りの王（ヲン）
- 魔都精兵のスレイブ（壌竜）
- ワンルーム、日当たり普通、天使つき。（鬼田充）
- 転生貴族、鑑定スキルで成り上がる（ミレーユ・グランジオン） - 2シリーズ
- となりの妖怪さん（杉本ハル）

2025年
- ウマ娘 シンデレラグレイ（川村日和）
- 薬屋のひとりごと（元侍女頭）
- ボールパークでつかまえて!（森まりえ）
- 鬼人幻燈抄（夜鷹 / きぬ）
- 勘違いの工房主〜英雄パーティの元雑用係が、実は戦闘以外がSSSランクだったというよくある話〜（魔族の女戦士、ソルフレア）
- サイレント・ウィッチ 沈黙の魔女の隠しごと（ネロ）

### 劇場アニメ
2007年
- 劇場版BLEACH The DiamondDust Rebellion もう一つの氷輪丸（伊勢七緒）
- 劇場版 灼眼のシャナ（『弔詞の詠み手』マージョリー・ドー）

2011年
- 劇場版 ハヤテのごとく! HEAVEN IS A PLACE ON EARTH（桂雪路）

2012年
- 劇場版 FAIRY TAIL 鳳凰の巫女（コーディネーター）

2013年
- プリキュアシリーズ（2013年 - 2023年、相田マナ / キュアハート） - 7作品

2014年
- 劇場版 カードファイト!! ヴァンガード ネオンメサイア（鳴海アサカ、伊吹コウジ〈小学生〉）
- ピカチュウ、これなんのカギ?（ハリマロン）
- PERSONA3 THE MOVIE#2 Midsummer Knight's Dream（柏木典子）
- 劇場版ポケットモンスター シリーズ（2014年 - 2016年、シトロンのハリマロン 他） - 3作品

2015年
- ガールズ&パンツァー 劇場版（逸見エリカ）
- ピカチュウとポケモンおんがくたい（ハリマロン、フラージェス）
- 映画 ハイ☆スピード！-Free! Starting Days-（旭の姉）

2018年
- ANEMONE/交響詩篇エウレカセブン ハイエボリューション（記者）

2019年
- 映画ドラえもん のび太の月面探査記（ペッコル）
- 劇場版 誰ガ為のアルケミスト（ティナ）
- 映画 この素晴らしい世界に祝福を!紅伝説（ちょむすけ）
- 冴えない彼女の育てかた Fine（紅坂朱音）

2021年
- 劇場版 Fate/kaleid liner プリズマ☆イリヤ Licht 名前の無い少女（バゼット・フラガ・マクレミッツ）

2022年
- 劇場版 異世界かるてっと 〜あなざーわーるど〜（ちょむすけ）

2024年
- 劇場版 オーバーロード 聖王国編（レメディオス・カストディオ）

### OVA
2005年
- 鴉 -KARAS-（炎）
- スクールランブルOVA（2005年 - 2009年、周防美琴） - 2作品
- Prayers プレイヤーズ（相手ヴォーカル）
- 撲殺天使ドクロちゃん（沼田春奈）

2006年
- 灼眼のシャナ（2006年 - 2009年、『弔詞の詠み手』マージョリー・ドー） - 2作品
- トップをねらえ2!（ヴィータ・ノヴァ）
- BALDR FORCE EXE RESOLUTION（紫藤彩音）

2007年
- 苺ましまろ オリジナルビデオアニメーション（伊藤伸恵）
- ToHeart2（2007年 - 2012年、十波由真） - 5作品

2008年
- BLEACH カラブリ! 護廷十三屋台大作戦!（伊勢七緒）
- 舞-乙HiME 0〜S.ifr〜（シフルの母）

2010年
- クイーンズブレイド 美しき闘士たち（シズカ）
- ムダヅモ無き改革 -The Legend of KOIZUMI-（鳩山夫人）
- 眼鏡なカノジョ（眼鏡屋の店員さん）

2011年
- アスタロッテのおもちゃ! EX（ユーディット・スノーレヴィク）
- カーニバル・ファンタズム（バゼット・フラガ・マクレミッツ）
- VitaminX Addiction（南悠里）

2012年
- 一騎当千（2012年 - 2015年、関羽雲長）
- 乃木坂春香の秘密ふぃな〜れ♪（綾瀬ルコ） - 2作品

2014年
- ガールズ&パンツァー「これが本当のアンツィオ戦です!」（エリカ）
- 侵略!イカ娘（シンディー） - コミックス第17巻OVA付き限定版
- ハヤテのごとく!（桂雪路） - コミックス第42巻・第43巻OVA付き特別版

2017年
- この素晴らしい世界に祝福を!2（美少女ゴーレム） - 小説第12巻オリジナルアニメブルーレイ付き同梱版
- ガールズ&パンツァー 最終章（2017年 - 2023年、逸見エリカ）

2019年
- Fate/kaleid liner Prisma☆Illya プリズマ☆ファンタズム（バゼット・フラガ・マクレミッツ）

2020年
- 本好きの下剋上 司書になるためには手段を選んでいられません 外伝（ラルフ）

### Webアニメ
- Candy☆Boy（2007年、櫻井奏）
- 最終試験くじら（2007年、神楽香具耶）
- 俺の妹がこんなに可愛いわけがない（2011年 - 2013年、沙織・バジーナ） -  2シリーズ
- えとたま〜猫客万来〜（2021年、シャアたん[125]）
- 崩壊:スターレイル ショートアニメ（2024年、ブラックスワン）

### ゲーム
2003年
- サムライスピリッツシリーズ（2003年 - 2008年、リムルル、チャンプル） - 4作品

2004年
- 幻想水滸伝IV（マキシン、ミツバ）
- ToHeart2（十波由真）
- ちゅ〜かな雀士てんほー牌娘（白金れーこ）
- ドカポン・ザ・ワールド
- ロスト・アヤ・ソフィア（ニナ・カルディナーレ）

2005年
- テイルズ オブ エターニア オンライン（ロレッタ）
- 苺ましまろ（伊藤伸恵）
- 極上生徒会（神宮司奏）
- デュエルセイヴァー デスティニー（ナナシ）
- マビノ×スタイル（トモミ・O・檜山）
- Rhapsodia（マキシン、ミツバ）
- ランブルローズ（キャンディ・ケイン / ベッキー）
- ワイルドアームズ ザ フォースデトネイター（ラクウェル・アップルゲイト）
- ワンダと巨像（mono）

2006年
- Canvas2 〜虹色のスケッチ〜（桔梗霧）
- BULLET WITCH（アリシア）
- We Are*（笛吹詩忍）
- Strawberry Panic!（花園静馬）
- 夜明け前より瑠璃色な-Brighter than dawning blue-（2006年 - 2009年、フィーナ・ファム・アーシュライト） - 2作品
- プリズム・アーク（劇中ボーカル曲“amaranth”歌唱）
- 天地の門2 武双伝（ギキョウ・シュンカ）
- Quartett! 〜THE STAGE OF LOVE〜（李淑花）
- ランブルローズXX（キャンディ・ケイン / ベッキー）

2007年
- 一騎当千（2007年 - 2008年、関羽雲長） - 2作品
- エンジェル・プロファイル（エミーリア）
- オトメディウス（ジオール・トゥイー）
- クレヨンしんちゃんDS 嵐を呼ぶ ぬってクレヨ〜ン大作戦!（マネ）
- ななついろ★ドロップス Pure!!（クロワ）
- ハヤテのごとく! ボクがロミオでロミオがボクで（桂雪路）
- すばらしきこのせかい（虚西充姫、尾藤来夢）
- スイングゴルフ パンヤ 2ndショット!（セシリア）
- スターオーシャン1 First Departure（ミリー・キリート）
- マブラヴ ALTERED FABLE（クリスカ・ビャーチェノワ）
- ロックマンゼクス アドベント（アトラス）

2008年
- インフィニット アンディスカバリー（アーヤ）
- CHAOS;HEAD シリーズ（2008年 - 2010年、蒼井セナ） - 3作品
- ソウルキャリバーIV（エイミ・ソレル、アシュロット・メーデル）
- 乃木坂春香の秘密（2008年 - 2010年、綾瀬ルコ） - 2作品
- 花より男子-恋せよ女子!-（道明寺椿）
- ヴァルキリープロファイル 咎を背負う者（エーリス / ガルム）
- Fate/unlimited codes（バゼット・フラガ・マクレミッツ）
- 武装神姫 BATTLE RONDO（建機型MMS グラップラップ）
- ブレイザードライブ（カレン）
- PRISM ARK -AWAKE-（神楽）
- ルミナスアーク2 ウィル（アヤノ）
- レッスルエンジェルス サバイバー2（楠木悠里、メイデン桜崎）
- 鉄道むすめDS〜Terminal Memory〜（門田さくら）

2009年
- アークライズファンタジア（シェリィ）
- 雀龍門（新米雀士）
- スカッとゴルフ パンヤ（セシリア）
- スターオーシャン4 -THE LAST HOPE-（ミュリア / ミュリア・ティオニセス）
- セキレイ 〜未来からのおくりもの〜（鈿女）
- 絶体絶命都市3 -壊れゆく街と彼女の歌-（本条咲）
- ソウルキャリバー Broken Destiny（エイミ・ソレル）
- ToHeart2（2009年 - 2012年、十波由真） - 2作品
- 電撃学園RPG Cross of Venus（マージョリー・ドー）
- ファイナルファンタジー・クリスタルクロニクル エコーズ・オブ・タイム（アンデッドセレブ、イリーナ）
- ミマナイアルクロニクル（フェイデ）

2010年
- 夜明け前より瑠璃色な PORTABLE（フィーナ・ファム・アーシュライト）
- ティンクル☆くるせいだーす STARLIT BRAVE!!（フィーナ・ファム・アーシュライト）
- アガレスト戦記2（メルヴィナ）
- 一騎当千 XROSS IMPACT（関羽雲長）
- 俺の嫁 〜あなただけの花嫁〜（幼なじみタイプ、お姉さんタイプ）
- スターオーシャン4 -THE LAST HOPE- INTERNATIONAL（ミュリア / ミュリア・ティオニセス）
- プロジェクトケルベルス（藍）
- HOSPITAL. 6人の医師（マリア・トレス）

2011年
- AQUAPAZZA -AQUAPLUS DREAM MATCH-（十波由真）
- オトメディウス エクセレント!（ジオール・トゥイー）
- 俺の妹がこんなに可愛いわけがない。（2011年 - 2013年、沙織・バジーナ） - 3作品
- 戦律のストラタス（笹原七瀬）
- ToHeart2 ダンジョントラベラーズ（十波由真）
- ToHeart2 DX PLUS（十波由真）
- とある科学の超電磁砲（寮監）

2012年
- 英雄伝説 零の軌跡 Evolution（グレイス・リン）
- 水平線まで何マイル? -ORIGINAL FLIGHT-（名香野陽向）
- ソウルキャリバーV（ヴィオラ）
- Dies irae 〜Amantes amentes〜（氷室玲愛、イザーク）
- WHITE ALBUM2 幸せの向こう側（冬馬かずさ）
- マックス アナーキー（フェイリン）
- 嫁コレ（沙織・バジーナ、柴田勝家、冬馬かずさ）
- ルーンファクトリー4（クローリカ）

2013年
- 海賊ファンタジア（海軍大将ストラティオ）
- カードファイト!! ヴァンガード ライド トゥ ビクトリー!!（鳴海アサカ）
- ガールズ×マジック（乃木坂寧々）
- 神咒神威神楽 曙之光（常世）
- 限界凸騎 モンスターモンピース（エルザ）
- 新星のグランドユニオン（プランノワール）
- 青春はじめました!（東雲吉野）
- ToHeartハートフルパーティ（冬馬かずさ）
- ドキドキ!プリキュア なりきりライフ!（相田マナ / キュアハート）
- マブラヴ オルタネイティヴ トータル・イクリプス（クリスカ・ビャーチェノワ少尉、マーティカ・ビャーチェノワ少尉）
- 魔女と百騎兵（マーリカ）

2014年
- 英雄伝説 碧の軌跡 Evolution（グレイス・リン）
- ガールズ&パンツァー（2014年 - 2017年、逸見エリカ） - 2作品
- かんぱに☆ガールズ（ホリー・バルバーニー）
- グランブルーファンタジー（2014年 - 2024年、シグ、竜宮民、リムルル）
- グリモア〜私立グリモワール魔法学園〜（エレン・アメディック）
- 神撃のバハムート（アイシャ、ハイウィッチ、アラクネ）
- 超ヒロイン戦記（樹麻リン）
- 戦場のウエディング（魔術王クリスティナ）
- SOUL SACRIFICE DELTA（リオネス）
- 大乱闘スマッシュブラザーズシリーズ（2014年 - 2018年、ミジュマル、ゾロアーク、ハリマロン、ゼルネアス） - 3作品
- ハイスクールD×D NEW FIGHT（レイナーレ〈天野夕麻〉）
- ファントム オブ キル
- Fate/hollow ataraxia（バゼット・フラガ・マクレミッツ）

2015年
- 超銀河船団（ハルナ・サキ、ウェルザー）
- ドラゴンクエストVIII 空と海と大地と呪われし姫君（ゲルダ）
- プリンセスコネクト!（星野静流）
- ファンタシースターオンライン2（シキ）
- 魔女と百騎兵 Revival（マーリカ）

2016年
- 蒼の彼方のフォーリズム（有坂牡丹）
- オーバーウォッチ（シンメトラ）
- 限界凸騎 モンスターモンピース NAKED（エルザ）
- 宿星のディストピア（妖魔セツナ）
- 戦国乙女〜LEGEND BATTLE〜（立花ドウセツ）
- VALKYRIE ANATOMIA -THE ORIGIN-（ダリネ、エーリス / 冥狼ガルムエーリス）
- ブレス オブ ファイア6 白竜の守護者たち（エリーゼ）
- ワールド オブ ファイナルファンタジー（アンデッドセレブ）
- スターオーシャン:アナムネシス（ミリー・キリート、ミュリア・ティオニセス、アーヤ）

2017年
- ファイアーエムブレム Echoes もうひとりの英雄王（カチュア）
- ファイアーエムブレム ヒーローズ（2017年 - 2024年、カチュア、ソーニャ、ラーチェル）
- プリキュア つながるぱずるん（相田マナ / キュアハート）
- スターオーシャン4 -THE LAST HOPE- 4K & Full HD Remaster（ミュリア / ミュリア・ティオニセス）
- 艦隊これくしょん -艦これ-（旗風、Luigi Torelli / UIT-25 / 伊504）
- Shadowverse（冥府の長・アイシャ、熱狂の機兵士、ダンジョンエクスプローラー・クロエ）

2018年
- ソウルキャリバーVI（エイミ・ソレル）
- プリンセスコネクト!Re:Dive（2018年 - 2024年、シズル / 星野静流）
- シノビマスター 閃乱カグラ NEW LINK（2018年 - 2021年、関羽雲長、シズカ）
- メモリーズオフ -Innocent Fille-（久世奏波）
- 放置少女〜百花繚乱の萌姫たち〜（2018年 - 2021年、関羽雲長、立花宗茂）
- サファイア・スフィア〜蒼き境界〜（ティアマト）
- クイズRPG 魔法使いと黒猫のウィズ（エアルム・アドラー）
- ドラゴンクエスト ライバルズ（ゲルダ）
- ドールズフロントライン（M1887）
- セブンナイツ（キリエル）
- ワイルドアームズ ミリオンメモリーズ（ラクウェル・アップルゲイト）
- 東京コンセプション（和倉紗友里）

2019年
- アークザラッド R（ヘレーネ）
- 永遠の七日（セレス）
- ポケモンマスターズ / EX（2019年 - 2023年、ライチ）
- 北斗の拳 LEGENDS ReVIVE（マミヤ）
- 陰陽師本格幻想RPG（滝夜叉姫）
- スターオーシャン1 First Departure R（ミリー・キリート）
- アズールレーン（フリードリヒ・デア・グローセ）
- ガーディアン・プロジェクト（カボット、フューリアス）

2020年
- この素晴らしい世界に祝福を! ファンタスティックデイズ（ちょむすけ、セナ）
- ソードアート・オンライン アリシゼーション リコリス（ファナティオ・シンセシス・ツー）
- 一騎当千 エクストラバースト（関羽雲長）
- 雀龍門M（新米女流雀士）
- きららファンタジア（2020年 - 2021年、片瀬真宵、白井麗子）
- とある魔術の禁書目録 幻想収束（寮監）
- この素晴らしい世界に祝福を! 〜この欲望の衣装に寵愛を!〜（セナ）
- ファイナルギア -重装戦姫-（パンドラ）
- ドラゴンとガールズ交響曲（卑弥呼、本多忠勝、ロキ）
- イリュージョンコネクト（セレーナ、東文真希）

2021年
- 百鬼異聞録〜妖怪カードバトル〜（滝夜叉姫）
- 刀使ノ巫女 刻みし一閃の燈火（ミリー・キリート）
- モンスターストライク（六文）
- アークナイツ（グレイディーア）
- カウンター・アームズ（M26 パーシング、レオパート・ツヴォー）
- ブラック・サージナイト（ノースカロライナ）
- ガールズコントラクト（シェナ）
- 少女廻戦 時空恋姫の万華境界へ
- ファンタジア・リビルド（宮間夕菜）

2022年
- Fate/Grand Order（2022年 - 2023年、マナナン・マク・リール〔バゼット〕）
- プリコネ！グランドマスターズ（シズル）
- エターナルツリー（ミンネ、レイニハル）
- ガーディアンテイルズ（パールヴァティー)
- 機動戦士ガンダム 鉄血のオルフェンズG（ヤマジン・トーカ）

2023年
- 勝利の女神:NIKKE（ニヒリスタ）
- ソードアート・オンライン ラスト リコレクション（ファナティオ・シンセシス・ツー）

2024年
- UNDER NIGHT IN-BIRTH II Sys:Celes（ユズリハ〈2代目〉）
- 崩壊:スターレイル（ブラックスワン）
- うたわれるもの ロストフラグ（冬馬かずさ）
- 共闘ことばRPG コトダマン（セナ）

2025年
- BLEACH Rebirth of Souls（伊勢七緒）
- 妖怪ウォッチ ぷにぷに（ちょむすけ）
- ドンキーコング バナンザ（ポッピーコング）

### ドラマCD
- THE IDOLM@STER MILLION THE@TER WAVE 07 Jus-2-Mint（2020年、聖）
- ONE×3（桃乃木優）
- ちとせげっちゅ!!（藤麻子）
- ラブ・ベリッシュ!（福島由夜）
- お姉ちゃんに命令されて眠れないCD（敷島有紀）
- CHAOS;HEAD ドラマCD -The parallel bootleg-（蒼井セナ）
- カオスヘッド オーディオシリーズ・コンプリートボックス（蒼井セナ[201]）
- カオシックルーン（武屋マユ、久我マコト）
- 風の聖痕（篠宮由香里）
- かみさまのいうとおり!（黒野美砂子）
- 武装錬金（早坂桜花）
- ことのはの巫女とことだまの魔女と（グレーティア・ディートリヒ）
- Venus Versus Virus（名橋ルチア）
- クイーンズブレイド（甲魔忍軍頭領シズカ）
- 最終神話戦争イデアオペラ オリジナルドラマCD第1章 - 3章（エロス）
- しるバ.（安田ステラ）
- 聖痕のクェイサー 〜皇女の卵〜 CDドラマアルバム（織部まふゆ）
- 世界でいちばん強くなりたい!（西原涼）
- 07-GHOST 神様に届く恋文（リリア）
- ゾンビ屋れい子（姫園れい子）
- 桃組プラス戦記（柴浦清子）
- Fate/hollow ataraxia ドラマCD ノーマネーノーライフ バゼット=サン（バゼット・フラガ・マクレミッツ）※コンプティーク 2015年1月号付録
- PRISM ARK シリーズ（神楽）
  - PRISM ARK DRAMA CD 「シスター・ヘル プリズム変化」
  - プリズム・アーク れいんぼ〜☆ドラマCD 1 - 3
- 乃木坂春香の秘密（綾瀬ルコ）
- 超無気力戦隊ジャパファイブ（深海渚 / ジャパ・ブルー）
- ハヤテのごとく! ドラマCD 1 - 2（桂雪路）
- テガミバチ ドラマCD（ネリ）
- 落花流水（綾瀬暁）
- 純真ミラクル100%（高杉千鶴子）
- 世界めいわく劇場 童話「白雪姫」（お后様、鏡）
- #000000ウルトラブラック シリーズ（鳥丸寧）
  - #000000ウルトラブラック Love Me Tender
  - #000000ウルトラブラック Missing Link
- 俺の妹がこんなに可愛いわけがない（沙織・バジーナ）
- プラナス・ガール（花坂紫苑）
- ホイップノート（泉川先生）
- WHITE ALBUM2 -introductory chapter- 「祭りの前〜ふたりの24時間〜」（冬馬かずさ）
- 浅見光彦シリーズ「天河伝説殺人事件」（水上秀美）
- 絶対不発アトミックガール（藍）
- お前のご奉仕はその程度か?（アルフォンシーナ十三世）
- ワルキューレロマンツェ 少女騎士物語（龍造寺茜[202]）
- 南鎌倉高校女子自転車部（森四季）※単行本第5巻ドラマCD付き初回限定版
- 霧雨が降る森 ドラマCD 一粒目の雨（神崎シオリ[203]）
- ちょっとかわいいアイアンメイデン（藤原志士子[204]）

### ラジオドラマ
- 乃木坂春香の秘密（綾瀬ルコ、電撃大賞：2007年10月27日 - / 全4回）
- VOMIC
  - ヘタコイ（篠原流香、Sラジ：2008年2月7日 - 28日 / 全4回）
  - 機巧童子ULTIMO（小平ルネ、サキよみ ジャンBANG!：2011年5月）
  - クロガネ（刀条さゆり、サキよみ ジャンBANG!：2012年5月）

### オーディオドラマ
- 聴くジャン! 終末のハーレム（2017年、羽生柚希[205]）
- 異世界のんびり農家 購入特典ボイスカード（2020年、ハクレン[206]）
- 蒼空のフロンティア 海神のイーグリット（2010年、ルイーゼ・クレメント）

### 吹き替え

#### 映画
- 愛しのベス・クーパー（ベス・クーパー〈ヘイデン・パネッティーア〉）
- 陰謀の街 ワンダー（シェリー・ルスコム〈ヘザー・グラハム〉[207]）
- エイリアンvsエイリアン インベージョン（ジュリー〈エマ・ラハナ〉）
- スキャンダル
- デッドプール&ウルヴァリン（エレクトラ・ナチオス〈ジェニファー・ガーナー〉[208]）
- ハンガー・ゲームシリーズ（ジョアンナ・メイソン〈ジェナ・マローン〉）
  - ハンガー・ゲーム2
  - ハンガー・ゲーム FINAL: レジスタンス
  - ハンガー・ゲーム FINAL: レボリューション
- マン・フロム・トロント（アニー〈ケイリー・クオコ〉[209]）
- 41歳の童貞男（キム〈ノーリーン・デウルフ〉）
- レジェンド〜隠れ寺の伝説〜
- ロスト・ボディ（カルラ〈アウラ・ガリード〉）

#### ドラマ
- WITHOUT A TRACE/FBI 失踪者を追え! シーズン4 #90（ハイジ、ロレッタ）
- NCIS:LA 〜極秘潜入捜査班 シーズン6 #14（パオラ・フエンテス）
- エンパイア〜成功の代償（アニカ・ギボンズ〈グレイス・ギーリー〉）
- コールドケース6（アリソン・サーストン）
- シンデレラのお姉さん（ソン・ウンジョ〈ムン・グニョン〉）
- ハイスクール・ウルフ
- 華政（貞明公主 / ファイ〈イ・ヨニ〉[210]）
- ファルコン&ウィンター・ソルジャー（リー〈石川美紀〉）
- ベルリン ER（ザナ〈ヘイリー・ルイーズ・ジョーンズ〉）
- マーベラス・ミセス・メイゼル（ミリアム・メイゼル〈レイチェル・ブロズナハン〉）
- ワンス・アポン・ア・タイム・イン・チャイナ〜理想年代〜

#### アニメ
- 超ロボット生命体 トランスフォーマー プライム（ジューン・ダービー[211]）
- トランスフォーマー アドベンチャー（ウィンドブレード）- 2シリーズ
- リサとガスパール（ガスパールのママ、ビクトリア）
- ポンポン ポロロ（クロン[212]）
- おっはよー!アンクル・グランパ（アーント・グランマ 他）
- 時光代理人 -LINK CLICK-（夏）
- 万聖街（女子ニック）

#### その他
- ハリウッドトップ10（リンダ・ハリガン）

### 特撮
- 仮面ライダーゴースト（2015年、インセクト眼魔の声[213]）

### 実写
- 天うらら
- チーム
- ゴト師株式会社ルーキーズ2
- アニメTV
- 花の声優界! スター☆ボウリング プロダクション対抗ゲキ投SP
- くりぃむクイズ ミラクル9（2013年10月30日）
- ポケモンゲット☆TV（ADハリマロンの声）

### ラジオ
※はインターネット配信。
- 開運☆野望神社（2003年 - 2004年、 とらのあな公式サイト※）
- 仁美と有佳のどらごんデンタルクリニック（2004年 - 2006年、文化放送）
- 開運☆☆野望神社（2004年 - 2005年、とらのあな※）
- あるてぃめっとれいでぃお（2005年）
- GENEON Presents 週刊アニメプレス STARSHIP CHANNEL（2005年、BSQR489）
- ☆開運☆野望神社☆（2005年 - 2008年、とらのあな※）
- 生天目仁美のお陽さまとおさんぽ（2005年 - 2007年、音泉・BEWE※、アニメイトTV※）
- 女子高生digitalラジオ（2005年 - 2006年、TE-A room※）
- コヨーテ レディオショー（2006年、TE-A room※）
- 素敵看板娘（2006年、TE-A room※）
- 一騎当千 DDR〜ドラゴンデスティニーラジオ〜（2006年 - 2008年、メディファクラジオ※）
- ケンコー全裸系水泳部 ウミショー 準備運動（2007年、音泉※）
- ケンコー全裸系水泳部 ウミショー 夏!!本番（2007年、音泉※）
- 一騎当千 GGR〜Great Guardians Radio〜（2008年 - 2009年、メディファクラジオ※）
- 集英学園大学 マン研（2008年 - 2009年、文化放送※）
- 小生意気!!（2008年 - 2009年、アニメイトTV※）
- ラジオ トータル・イクリプス（2009年 - 2013年、文化放送）
- ラジオ講座 よくわかる現代魔法 第1（2009年、よくわかる現代魔法公式サイト※）
- 一騎当千 XTREAME XECUTOR RADIO（2009年 - 2010年、HiBiKi Radio Station※）
- 浅野真澄 生天目仁美の HiBiKi当千（2011年 - 2016年、HiBiKi Radio Station※）
- WHITE ALBUM2 同好会ラジオ（2012年 - 2014年、音泉※）
- WHITE ALBUM2 同好会ラジオ 2018（2018年、音泉※）

### ラジオCD
- ラジオCD「立ち上がれ!僕らのヴァンガード」Vol.8(録りおろし特別版ゲスト)[214]
- ラジオCD WHITE ALBUM2 同好会ラジオ Vol.1 - 2[215]
- 浅野真澄と生天目仁美の恋愛指南書?、??

### DVD
- Charincoでゆこう

### ウェブテレビ
- 番組制作権争奪リアリティーショー クリエイターズファンディング（2019年4月12日 - ） - ナレーション[216]

### 舞台・朗読劇
- なば缶
  - なば缶「ホエン・アイ・ゲット・ホーム」（2011年5月31日 - 6月5日、新宿シアターモリエール）
  - なば缶二本目「フェアリーティルアレゴリー」（2013年3月5日 - 10日、中目黒キンケロ・シアター）
  - なば缶三本目「君が眉毛を剃った日」（2014年10月29日 - 11月3日、シアターグリーン BIG TREE THEATER）
- 乙女企画クロジ☆ 第十回記念公演「異説 金瓶梅」（2012年4月26日 - 30日、シアターサンモール）
- 演劇企画CRANQ 3rd STAGE「止むに止まれず！」（2015年2月10日 - 15日、ザ・ポケット）[217]
- ことだま屋本舗「EXステージ×コミックファイア」『新米オッサン冒険者、最強パーティに死ぬほど鍛えられて無敵になる。』（2021年3月6日、リーネット）
- 朗読劇 PEADPIA「しろな：リスタート！」（2022年2月26日 - 27日、西園寺あかね）[218]

### その他コンテンツ
- フラッシュノベル New Space Order（イリーナ・スターレンス大尉）
- とまどいビターチューン（姫宮みらんとチョコレートロッカーズ）
  - タイトル曲「とまどいビターチューン」はテレビアニメ『乃木坂春香の秘密』のOPテーマ曲。カップリング曲「あいまいハニービーンズ」はPS2ゲームソフト『乃木坂春香の秘密 こすぷれ、はじめました♥』OPテーマ曲。
- 舞華蒼魔鏡（河城にとり）
- 東方二次創作同人アニメ 夢想夏郷〜A Summer Day's Dream〜（八意永琳）
- Go!プリンセスプリキュア ミュージカルショー プリンセスランドをすくえ!（キュアハート）
- ドキドキ!プリキュア ミュージカルショー♪ 〜アニマルランドでだいぼうけん!〜（相田マナ/キュアハート）
- スーパーヒーロー&ヒロイン 夏休みスペシャル（2013年8月25日、テレビ朝日、キュアハート=声のみで進行役を担当）
- 妄想☆ボートマン 第11回、第12回（日本レジャーチャンネル、妄想レーサーの声）

## ディスコグラフィ

### シングル
| 枚  | 発売日         | タイトル                    | 規格品番   | オリコン 最高位 |
| --- | -------------- | --------------------------- | ---------- | --------------- |
| 1st | 2006年8月18日  | 明日へ…                     | SDCR-0005  | 位              |
| 2nd | 2006年11月22日 | キミにエールを              | TTCD-40311 | 位              |
| ※   | 2006年11月22日 | Crescent Love〜月のなみだ〜 | FCCM-0164  | 77位            |

### アルバム
| 枚  | 発売日        | タイトル | 規格品番  | オリコン 最高位 |
| --- | ------------- | -------- | --------- | --------------- |
| 1st | 2007年5月25日 | PICNIC   | SDCR-0011 | 位              |

| 枚  | 発売日        | タイトル           | 規格品番 | オリコン 最高位 |
| --- | ------------- | ------------------ | -------- | --------------- |
| 1st | 2006年2月24日 | おひさまとおさんぽ | FCCV-9   | 位              |

### 歌手参加楽曲
| 発売日         | 商品名                         | 歌                                                                               | 楽曲                             | 備考 |
| -------------- | ------------------------------ | -------------------------------------------------------------------------------- | -------------------------------- | ---- |
| 2006年11月22日 | 雪降る歌〜scene:X'mas〜        | 生天目仁美                                                                       | 「Toy's Magic」 「ユキノネガイ」 |      |
| 2006年11月22日 | 雪降る歌〜scene:X'mas〜        | 佳織みちる、片霧烈火、佐藤利奈、霜月はるか、生天目仁美、留桜良姫                 | 「雪降る歌」                     |      |
| 2007年6月29日  | ナツウタ〜夏のある日の歌日記〜 | 生天目仁美                                                                       | 「宵祭」                         |      |
| 2007年6月29日  | ナツウタ〜夏のある日の歌日記〜 | 霜月はるか、生天目仁美                                                           | 「夏空の景色」                   |      |
| 2007年6月29日  | ナツウタ〜夏のある日の歌日記〜 | 佳織みちる、片霧烈火、佐藤利奈、霜月はるか、生天目仁美、藤枝あかね、真理絵、有希 | 「真夏革命」                     |      |

### キャラクターソング
時期不明
- Haif Moon vol.1 featuring 生天目仁美「Palette」
- Life〜Everyone has their own way of life

2004年
- スクールランブル コミックスイメージアルバム Vol.3 周防美琴（9月23日）

2005年
- スクールランブル：サラ・アディエマス（4月27日）
- 偶然天使（5月25日）
- 極上生徒会 キャラクターシングル Vol.1 執行部書記・蘭堂りの&会長・神宮司奏（6月22日）
- ムーンライト・ラブ（10月26日）
- ぱにぽにだっしゅ! ヴォーカルアルバム「学園天国」（10月26日）

2006年
- 女子高生 GIRL'S-HIGH キャラクターソング&ドラマ（5月24日）
- We Are* Piece of Peace Vol.4 笛吹詩忍（9月8日）
- 下弦の月〜生まれ出づる明日〜（12月7日）
  - A wish-Petit fleur Duet ver.（フィーナ（生天目仁美）、ちっち）

2007年
- 鉄道むすめ キャラクターソングコレクション Vol.6 門田さくら（10月10日）
- PRISM ARK PRIVATE SONG Vol.2 神楽

2008年
- 「ハヤテのごとく!」キャラクターCD9 桂雪路 starring 生天目仁美（1月25日）
- とまどいビターチューン（7月23日）

2009年
- よくわかる現代魔法 SPECIAL CODE ALBUM（9月30日）
- 挑発Cherry Heart（10月23日）
- Sweets（12月23日）

2011年
- 〜俺の妹がこんなに可愛いわけがないComplete Collection+〜俺妹コンプ+!（12月7日）

2012年
- あっちでこっちで（4月18日）
- あっちこっち キャラクターソングミニアルバム 〜お悩みゅーじっく・たーみなる〜（5月16日）
- 織田信奈の野望 歌姫02 Music of the different world 前田犬千代/柴田勝家（9月5日）

2013年
- ドキドキ!プリキュア
ボーカルアルバム1 Jump up, GIRLS!（7月17日）
- ラブリンク（9月4日）
- たからもの（10月23日）
- ドキドキ!プリキュア ボーカルアルバム2 〜100%プリキュアDAYS☆〜（11月6日）

2014年
- ドキドキ!プリキュアボーカルベスト（1月15日）

2017年
- 〜俺の妹がこんなに可愛いわけがない。Complete Collection+〜俺妹コンプ。+!（4月26日）

### その他参加楽曲
| 発売日        | 商品名                                              | 歌                   | 楽曲               | 備考                                                             |
| ------------- | --------------------------------------------------- | -------------------- | ------------------ | ---------------------------------------------------------------- |
| 2008年9月17日 | 一騎当千ベストソング・コレクション〜SONG&SOUL祭り〜 | 浅野真澄、生天目仁美 | 「夢ざかりのDays」 | ラジオ『一騎当千GGR〜Great Guardians Radio〜』エンディングテーマ |

### 作詞
- おひさまとおさんぽ（2006年）
- 卒業（2006年）
- トモダチ（2006年）
- 旅立つということ（2006年）
- ピクニック（2007年）
- トモダチ〜もうひとつの眼差し〜（2007年）
- しあわせのかたち（2007年）

## ライブ

### 合同ライブ
| 出演日        | タイトル                            | 会場         |
| ------------- | ----------------------------------- | ------------ |
| 2024年1月20日 | 全プリキュア 20th Anniversary LIVE! | 横浜アリーナ |